# 實光刃物

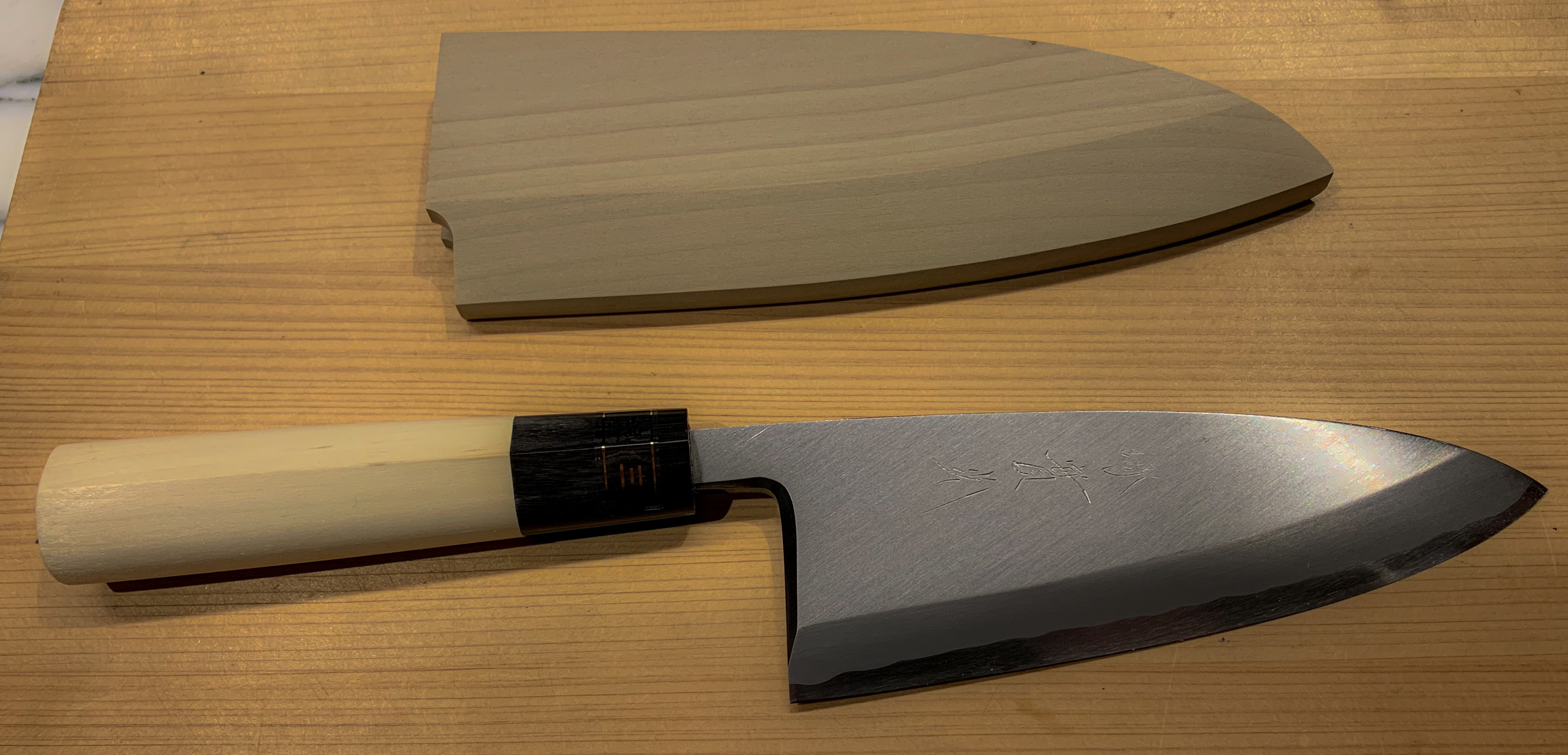
出刃包丁（實光刃物）

實光刃物（じっこうはもの）は、大阪府堺市堺区に本社を置く刃物製造メーカー株式会社實光（じっこう）のブランド名である。包丁の製造から販売までを行う製造小売業に取り組む。伝統を守りながら現代に合うデザインを取り入れて世界的なデザイン賞での受賞歴がある。

## 沿革
- 1901年 - 初代 實光伊太郎が刃物製造で創業
- 1932年 - 實光俊逸が二代目を継承
- 1965年 - 第1刃物工場を開設
- 1972年 - 株式会社實光を設立 實光一夫が三代目 代表取締役社長に就任
- 1981年 - 第2刃物工場を開設
- 2005年 - インターネット通販事業を開始
- 2007年 - 實光俊行が四代目 代表取締役社長に就任
- 2014年 - ニューヨークの展示会に出展し海外での販売を開始 International Restaurant & Foodservice Show of New York
- 2014年 - 堺ショールーム・オープンファクトリーを開設
- 2016年 - シンガポールの展示会に出展し FOOD JAPAN2016
- 2016年 - フランスの展示会に出展し、ヨーロッパでの販売を開始 C’est bon le japon
- 2018年 - 大阪難波スカイオに出店し、小売業を開始(2022年なんばパークスへ移転)
- 2019年 - リンクス梅田店出店[2]
- 2021年 - 東京合羽橋店出店。東京初出店[3]
- 2022年 - 大阪なんばパークス店出店[4]（2024年大阪なんば戎橋店へ移転）
- 2023年 - ドイツの世界最大級の展示会に出店 Ambiente
- 2023年 - 京都先斗町店出店[5]
- 2024年 - 京都錦寺町店出店[6]
- 2024年 - 大阪裏なんば店出店[7]
- 2024年 - 大阪なんば戎橋店出店[8]
- 2025年 - 日本国際博覧会（大阪・関西万博）「シグネチャーパビリオン」にパートナー協賛(2024年7月発表)[9]「いのちの遊び場 クラゲ館」にて万博包丁、クラゲ包丁」を展示・販売[10]

## 受賞歴
- 2014年 - IDA デザイン賞2014 受賞[11]
- 2015年 - シカゴ・アテナイオン博物館 グッド・デザイン賞 2015-2016 受賞[12]
- 2016年 - 第8回 全国ネットショップグランプリ 大阪府知事賞[13]
- 2022年 - おもてなしセレクション2022 受賞[14]

## メディア
- 2012年3月10日 -  MBS「せやねん」千鳥が堺で包丁作り第1弾
- 2012年4月28日 -  MBS「せやねん」千鳥が堺で包丁作り第2弾
- 2012年5月26日  - MBS「せやねん」千鳥が堺で包丁作り第3弾
- 2015年2月5日 - 「The Japan Times」掲載
- 2021年11月30日 -  「日経新聞」掲載[15]
- 2021年12月15日 - 東野・岡村の旅猿20 「岡村マグロ解体ショーへの旅 大阪・堺」[16]
- 2022年10月7日 - 関西テレビ「よ〜いドン！ 教えてスゴ腕ワーカー」
- 2023年8月14日 - 「男の隠れ家」[17]
- 2023年10月14日- 関西テレビ - 「フットマップ：堺」[18]
- 2023年12月2日- TBSテレビ - 「王様のブランチ：買い物の達人」[19]
- 2024年1月6日- 亀梨和也YouTube【脅威の切れ味】大切に使っている包丁を自分で研いでみたらとんでもない包丁が出来上がってしまいました。[20]